# Witold Panasewicz
Witold Panasewicz (ur. 22 grudnia 1875 w Tbilisi, zm. 24 października 1959 w Los Angeles) – komandor Marynarki Wojennej II RP, kapitan żeglugi wielkiej.

## Życiorys
Urodził się 22 grudnia 1875 w Tbilisi, w rodzinie Józefa i Adeli ze Skokowskich. Po maturze, w 1893 wstąpił do Morskiego Korpusu Kadetów w Petersburgu. W 1899 rozpoczął służbę w marynarce wojennej na torpedowcu „Kit”, kanonierce „Otważnyj”, pancernikach „Pietropawłowsk”, „Impierator Aleksandr II” i „Cesariewicz”. Następnie dowodził okrętami: „Prytkij”, „Wnuszytielnyj”, „Kazaniec” i „Chabryj”. Około roku 1905 poślubił Klarę Korsak, z którą mieli córkę Marię, później żonę Kordiana Tarasiewicza.
W 1918 jako ochotnik wstąpił w szeregi Wojska Polskiego i otrzymał skierowanie do Marynarki Wojennej. Został awansowany do stopnia komandora w Korpusie Morskim ze starszeństwem z 1 czerwca 1919 i zweryfikowany z lokatą 1. 28 kwietnia 1920 objął obowiązki komendanta Portu Wojennego w Pucku i jednocześnie dowódcy Wybrzeża Morskiego. W 1923 był komendantem Portu Wojennego Gdynia. Następnie objął obowiązki komendanta Oficerskiej Szkoły Marynarki Wojennej, rozkazem z dnia 15 października 1924.
Zwolniony do rezerwy w 1927 i przeniesiony w stan spoczynku. Jako emerytowany oficer w 1928 zamieszkiwał w Warszawie. Pracował w Żegludze Polskiej, a następnie w Polsko-Brytyjskim Towarzystwie Okrętowym „Polbryt”. W 1955 wyemigrował do Stanów Zjednoczonych, gdzie zmarł 24 października 1959 roku.

## Ordery i odznaczenia
- Złoty Krzyż Zasługi (dwukrotnie: 10 listopada 1928[11], 25 maja 1939[12])
- Oficer Orderu Legii Honorowej (Francja)[13]